# 残された人びと
『残された人びと』（のこされたひとびと、原題：The Incredible Tide、大津波）は、アレグザンダー・ケイによって著された若者向けの終末論的なSF小説で、1970年に出版された。1974年に内田庶によって翻訳された。この作品は、1978年に宮崎駿が監督したテレビアニメシリーズ『未来少年コナン』の着想につながった。

## 概要
『残された人びと』は、第三次世界大戦によって荒廃した地球上の小さな島に一人で暮らす少年、コナンの物語である。世界は地軸が傾き、大陸は海に沈み、小さな島だけが残っていた。救助されたコナンは、新しい社会が自分が以前に知っていた世界とは大きく異なっていることに気づいた。

## 背景
- 西方社会
コナン、ラナ、先生の3人は、戦争によって引き起こされた大変動による破壊の結果、今はもう存在しない「西方」または「西方社会」と呼ばれる地域の生き残りである。西方は概ね平和な場所であったとされている。
- 平和同盟
戦争の背景にある理由は明らかではないが、「平和同盟」と呼ばれる世界的な超大国が「西方」と戦争をして、最終的に終末兵器を使って敵を滅ぼしたが、彼ら自身も滅ぼしてしまった。もう平和同盟は存在していないが、その遺物はいたるところに残っている。
- 大変動
平和同盟が使用した終末兵器は、本質的に何らかの磁気を帯びたもので、地球の核を崩壊させ、陸と海の形を変える世界規模の大地震を引き起こした。巨大な津波が世界中の海岸線を襲った。これが本のタイトルにもなっている「大津波」（incredible tide）である。現在、人々はこの時代を「大変動」と呼んでいる。
- 新社会
生き残った平和同盟の都市「インダストリア」に再移住した人々は、自らを「新社会」と呼んでいる。彼らは、世界の生存者たちを自分たちの旗の下に団結させ、かつての技術的栄光を再現しようとしている。もちろん、彼らは自分たちがすべての人びとに恩恵を与えていると考えており、全ての人が感謝したり、罰を受けることを期待している。
- ハイハーバー
西方の生存者たちは、ある島に避難してハイハーバーを作り、平和に暮らしていたが、技術的な快適さのない困難な生活を送っていた。

## 登場人物
- コナン
今はもう存在しない西方の地、オルメのコナンは、物語が始まったとき17歳の少年である。彼が乗った逃亡用のヘリコプターは、原題にもなっている大津波によって、後にハイハーバーとなる島の避難所に向かう途中で墜落した。彼は、唯一の生存者として小さな島に置き去りにされ、そこで自力で生き延びる術を身につけながら、5年間生きてきた。苦労の結果、彼はとても強く成長した。
- ラナ
ラナは小さな鳥のような女の子と表現され、実際に彼女にはティキィと名付けたアジサシを含めて何羽かの鳥の友達がいる。彼女には鳥との共感的なつながりがあるようで、初歩的なレベルで鳥とコミュニケーションをとることができる。彼女はコナンの友人で、大変動以来、彼とは会っていない。メイザルは彼女の叔母、シャンは彼女の叔父、そして先生は彼女の祖父である。大津波が世界を襲って以来、彼女は海を怖れている。
- 先生
白いひげと濃い白髪の痩せた老人で、コナンの知り合いで、ラナの祖父でもある、彼は非常に聡明で、コナンとラナの母親のメイザルと遠距離でテレパシー交信する方法を知っている。本名をブライアック・ローといい、新社会の指導者たちが彼を見つけ出し、彼の知識を使って旧世界が持っていた技術を再現しようとしているため、身を隠している。
- メイザルとシャン
ラナの叔母と叔父で、彼らはハイハーバーのリーダーである。メイザルは先生の娘で、定期的に先生からテレパシーでメッセージを受け取っているが、コンタクトを取れないこともある。シャンは医者である。
- 市民ドクターマンスキー
ドクターマンスキーは、新社会の探検隊に属して、島々の地図を作成し、ブライアック・ローを探している研究者で、新社会の意義のために全力で取り組んでいる。西方人に息子を殺されたことから西方人を憎み、コナンも嫌っているが、彼の若さと強さを新社会のために働かせたいと思うほど新社会に献身的である。
- ダイス長官
ダイスは新社会の貿易商であるが、それ以上に新社会の代理人でもある。彼は新社会で役立つものを何でも手に入れるためにハイハーバーに来ていて、貿易協定にない品物を要求してシャンが拒否するたびに不満を抱いている。
- オーロ
ハイハーバーに住む反抗的な若者で、メイザル、シャン、先生の支配から脱却することを決意し、多くの若者と子供たちを引き付け始めた。残念ながら、その反抗は反抗のためでしかないようで、彼は食べ物を盗み、自らの主権を維持するために新社会との取引も望んでいる。

## 構想
物語は、コナンとラナの体験が交互に綴られる。ヘリコプターの墜落事故から5年間、コナンが生き延びていた島を発見した新社会の船は、コナンを捕らえ、労働者としてインダストリアの街に連れ戻す一方、ハイハーバーのラナとその両親は、自分たちが持っている道具ではできないほど多くの材木を供給して欲しいと望み、ブライアック・ローの居場所を知ることを切望しているダイスに対処しなければならない。
新社会は、堕落した文明の最悪の性質だけを復活させ、文化や良心を持たない軍産複合体をまとめ上げているようである。その意味を知らされないまま、彼らはコナンの額に「見習い市民」という刺青を入れた。それは「助けてくれた」という感謝の念を含めて「借金」を返済するために働かなければならないことを意味する。激怒した彼は刺青器を奪い、威張り屋の役人に何人も印をつけた後に鎮圧され、パッチという狂気じみた老人の下で働くように命じられるが、後にその人が先生であることがわかる。先生は大変動があって以来、インダストリアに隠れており、それは、ここが新社会が自分を探す最後の場所で、狂った不自由な老人のように振舞うことで自分の正体を隠しているからである。
ハイハーバーでは、ラナと両親がダイスと彼の要求に対応している。ダイスは今、島にあるいくつかの壊れた航空機と サッサフラスの根を望んでいる。先生は、新社会がこれらの航空機や根を決して持ってはゆけないと言った（木はまだ取引に必要な数量まで繁殖していない）。ラナは、ハイハーバーの他の地域から離脱した子供や若者の反抗的な連中を率いているオーロにも対処しなければならないことを知る。
パッチを装った先生は、造船小屋でボートを作っているところが気に入っているので、インダストリアに何年も滞在しているにもかかわらず、まだ見習い市民である。インダストリアでは誰も船を作る方法を知らない。この都市は、大変動の前は海岸さえなかった。しかし、先生は脱出することを計画しており、コナンが来たことで、先生はそれらの計画を実行に移すことができる。
ハイハーバーでは病気が発生して、薬を持っているのはダイスだけだった。ラナは、オーロがハイハーバーを乗っ取ろうとしているだけでなく、ダイスと取引をしていることを知る。先生は、別の地震が起こって、その地震によってインダストリアの残りの半分が海に沈むだろうと気づく。人道的な気質の先生は、自らは評議会に行って自らの正体を明かして警告することができるので、コナンには彼が作っているボートに乗って指定した待ち合わせ場所で待つことを望む。
一方、ハイハーバーでは子供が病気で死亡しており、シャンはダイスが交渉を有利にする切り札として故意に病気を広めたと考えているが、シャンとメイザルは必要な薬と引き換えにダイスに航空機を持たせることに同意する。
コナンは先生を待っていたが、先生は来なかった。先生が苦境にあることを知ったコナンは、インダストリアに戻って先生を救出し、インダストリアからの捜索者に見つからないようにハイハーバーに向けて出航する。追跡を逃れる唯一の航路として嵐の中を慎重に進めたが、先生は溺れそこなう。コナンはなんとか自身が5年間生き延びた島にたどり着き、先生の助けを借りてハイハーバーへの航海のために船を改造するが、地震が来ると津波も襲って来ることを知っているので、急がなければならない。驚いたことに、彼らはこの島に打ち上げられたドクターマンスキーも見つけた。彼女の調査船はブライアック・ローを捜索するように命じられ、同じ嵐で沈没した。津波が迫っているので彼女をそこに残すことはできず、彼女は同行するしかなかったが、先生がブライアック・ローであることも、テレパシー（あるいは神）の存在も信じない。
ダイスがハイハーバーの人々をどんどん貿易船に乗せて、必要ではないが欲しいと思わせるような商品を見せつけたとき、ラナは絶望する。彼女は自分の目でその船を見て、何をすべきかよい考えが欲しかったのだが、自分がダイスや彼の商品を支持しているように見られるのを恐れ、船にはあえて行かない。そこで彼女は、過去にできた方法を試み、アジサシのティキィを送って船の上空に飛ばし、その目を通じて見ようとする。しかし、これは失敗する。代わりに、ラナは島の一番高いところに登り、ティキィにコナンを見つけて無事にハイハーバーに連れてくるように言う。
先生はドクターマンスキーに、ハイハーバーで一人の子供を殺した病気を止めるために、ダイスが飛行装置とその動力電池を薬と交換したこと、そして彼が実際にどのように病気を広げたのかについて話す。マンスキーは、彼の情報の入手方法を信用しておらず、また彼が新社会の敵であることから、彼が嘘をついていると考える。しかし、彼女は彼が本当にブライアック・ローであると信じ始める。ティキィは彼らの船にたどり着くが、霧が深く立ち込めて、どの方向を飛んでいるのかがわからないため、彼らは追いかけることができない。
ラナと彼女の両親は、オーロとダイスが彼らの家を乗っ取って引っ越し、シャンとメイザルを追い出して、おそらくオーロの遊び道具としてラナを残す計画を持っていることを知る。彼らは、戦いと武装は避けられないと決意する。先生はメイザルに津波が来ることを警告し、彼女はダイスに船を海に出すように警告したが、彼は信じなかった。ラナはもう一度、心をティキィに通わせて、コナンと先生を家に導くのを手伝おうとし、今度は成功する。
コナン、先生、ドクターマンスキーは、争いの真っ只中にあるハイハーバーに到着する。オーロとダイスの一派はすぐにコナンと先生を捕らえようとするが、コナンは反撃して津波が来るから避難するようにと彼らに言う。ダイスもオーロも、コナンやドクターマンスキーを信じない。オーロはラナを捕らえるが、コナンが直接彼に挑んだ時にラナを逃がし、コナンは簡単にオーロを打ち倒して取り巻きを驚かせる。そしてコナンは、この状況を利用して全員を高台に避難させ、津波の水が押し寄せてきたときに意識半ばのオーロを自ら運ぶ。全員で協力することで安全を確保したように見えることで、物語は不意に終わる。

## 宮崎駿への影響
1978年、宮崎駿は、『残された人びと』に基づいた『未来少年コナン』という26話のアニメーションシリーズを監督した。テクノロジーで強制するのではなく、自然と調和して持続可能な生活を送るというテーマと、過去に世界のほとんどを破壊したテクノロジーを取り戻そうとする悪役のテーマは、どちらも後に宮崎が初めて脚本・監督を手がけた長編映画『風の谷のナウシカ』（1984年）や、宮崎が1982年から1994年にかけて発表し、映画の一部の原作となった同名の漫画で強く繰り返された。世界が水に覆われているという考えは、『崖の上のポニョ』の第3幕で見られる。宮崎が解釈したラナは、『天空の城ラピュタ』のシータの原型となるだろう。

## 書誌情報

### 英語
この書籍は長い間、絶版になっていたが、2014年に電子書籍化され、Kindleを通じて再び入手できるようになった。

### 日本語
- 「残された人びと」 内田庶 訳、岩崎書店「ジュニア・ベスト・ノベルズ」、1974年。小坂しげる 画
  - 復刻版「残された人びと」 内田庶 訳、復刊ドットコム、2001年
  - 新装版「残された人びと　アニメ「未来少年コナン」原作」、2012年12月。ISBN 9784835449050
- 「未来少年コナン」 内田庶 訳、角川文庫SFジュブナイル18、1978年